# Инфразвук
Инфразву́к (от лат. infra — ниже, под) — звуковые волны, имеющие частоту ниже воспринимаемой человеческим ухом. Поскольку обычно человеческое ухо способно слышать звуки в диапазоне частот 16—20 000 Гц, за верхнюю границу частотного диапазона инфразвука обычно принимают 16 Гц. Нижняя же граница инфразвукового диапазона условно определена как 0,001 Гц. Практический интерес могут представлять колебания от десятых и даже сотых долей герц, то есть с периодами в десятки секунд.

## Характеристики инфразвука
Инфразвук подчиняется общим закономерностям, характерным для звуковых волн, однако обладает целым рядом особенностей, связанных с низкой частотой колебаний упругой среды:
- инфразвук имеет гораздо большие амплитуды колебаний в сравнении с равномощным слышимым человеком звуком;
- инфразвук гораздо дальше распространяется в воздухе, поскольку поглощение инфразвука атмосферой незначительно;
- благодаря большой длине волны для инфразвука характерно явление дифракции, вследствие чего он легко проникает в помещения и огибает преграды, задерживающие слышимые звуки;
- инфразвук вызывает вибрацию крупных объектов, так как входит в резонанс с ними.

Перечисленные особенности инфразвука затрудняют борьбу с ним, поскольку обычные способы противошумовой борьбы (звукопоглощение, звукоизоляция, удаление от источника звука) против инфразвука малоэффективны.
Инфразвук, образующийся в море, называют одной из возможных причин появления «летучих голландцев» — судов, покинутых паникующим экипажем в открытом море в ситуации, когда физической опасности судну нет (см. Бермудский треугольник, Корабль-призрак).

## Обнаружение и регистрация инфразвука

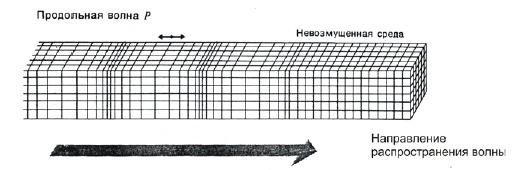
Чередование зон сжатия и разрежения в продольной упругой волне